# Ede (Gemeinde St. Jakob in Defereggen)
Ede ist eine Einzelsiedlung der Fraktion Unterrotte in der Gemeinde St. Jakob in Defereggen im Defereggental (Osttirol).

## Geographie
Ede liegt in rund 1580 Metern Höhe an den Südwestabhängen des Weißen Beils bzw. an der Sonnenseite des Defereggentales. Der Ort ist über eine Straße erreichbar, die nördlich des Dorfes St. Jakob den Trojer Almbach überquert und in Serpentinen über die Trojen die Streusiedlung Außerberg erreicht. Die Straße führt weiter zu den östlich gelegenen Einzelsiedlungen bzw. Einzelhöfen Ede, Maik und Trogach.
Ede besteht aus den Hofstellen Ede (Unterrotte 29) und Evilis (Unterrotte 28), wobei Ede noch als landwirtschaftlicher Betrieb aktiv ist (Stand November 2022).

## Geschichte
Die Besiedelung von Ede geht auf die mittelalterliche Schwaige (Urhof) Ede zurück, die als Freistift der Grundherrschaft des der Grafen von Welsberg sowie der Erasmuskapelle in Taisten unterstand. Der Name leitet sich vom althochdeutschen Odi (= abseitsliegender Grund) ab. Um 1779 lebten im Gemeinschaftshaus auf der Ede sieben Familien, wobei je zwei Familien Kröll, Troger, Oberkircher und eine Familie Grandegger verzeichnet wurden. Im Jahr 1896 erfolgte die Zusammenlegung zu einem Hof.
Ede wurde lange Zeit bei Volkszählungen nicht extra ausgewiesen, sondern bei Unterrotte bzw. Außerberg eingerechnet. 1951 lebten in Ede acht Menschen in zwei Gebäuden, 1961 waren es 12 Menschen in zwei Gebäuden. 1971 lebten 14 Menschen, 1981 acht Menschen in zwei Gebäuden in Ede, wobei nur ein Gebäude bewohnt war.

## Bauwerke

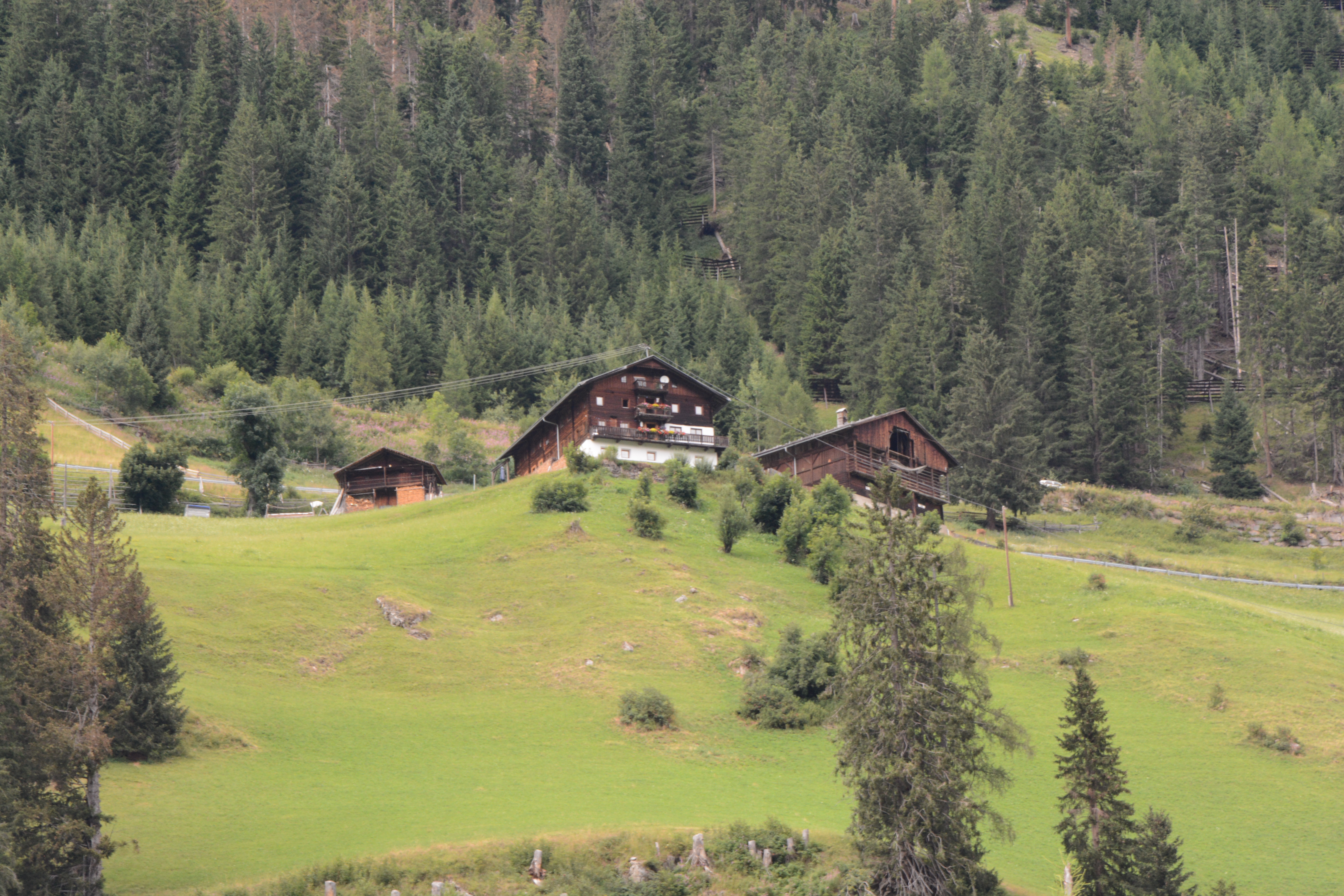
Wohnhaus Ede mit Wirtschaftsgebäuden

Das Tiroler Kunstkataster weist für die Ortschaft sieben Einträge auf. Die Hofstelle Ede umfasst einen Paarhof mit getrenntem Wohn- und Wirtschaftsgebäude, einen Kornkasten, ein Brunnenhaus, eine Harpfe und ein Wegkreuz. Zudem besteht auch bei der Hofstelle Evilis eine Harpfe. Das Wohngebäude des Paarhofs besitzt einen Baukern, der vermutlich aus dem 17. Jahrhundert stammt. Das Haus wurde in steiler Hanglage auf talseitig gemauertem Kellerfundament in Kantblockbauweise errichtet und im Erdgeschoß teilweise mit einer Mauer ummantelt. Die Fassade des Wohnhauses wurde durch Söller in Erd- und Obergeschoß sowie im Giebel betont, wobei nur die Erdgeschoßsöller umlaufend ausgeführt wurde. Das Wirtschaftsgebäude des Paarhofes stammt aus dem 19. und 20. Jahrhundert und wurde in kombinierter Holzbauweise (Block-, Ständer- und Ständerbohlenbauweise) über einem Mauerfundament errichtet. Der Stall im Erdgeschoß, die Tenne im Obergeschoß und die Heulege im Dachraum wurden funktionell getrennt. Unweit der beiden Gebäude befinden sich auch ein überdachtes Brunnenhaus mit gehacktem Holztrog aus dem 20. Jahrhundert und ein eingeschoßiger, hölzerner Kornkasten ungefähr aus dem 18. Jahrhundert. Neben dem Kornkasten steht ein Wegkreuz in geschlossenem Bretterkasten aus dem Ende des 19. Jahrhunderts. Die beiden Harpfen, Larisnharpfe und Evilisharpfe, stammen aus der Mitte des 20. Jahrhunderts.